# Vulgar
Vulgar (dt. vulgär) ist das vierte Studioalbum der japanischen J-Rock-Band Dir En Grey. Es wurde am 10. September 2003 in Japan veröffentlicht. Nachdem das nachfolgende Album Withering to Death. als erstes Album der Band auch in Europa veröffentlicht wurde, konnte Vulgar ab dem 21. Februar 2006 ebenfalls in Europa erworben werden.

## Entstehung
Nach dem Release des Albums Kisou traten Dir En Grey zum ersten Mal außerhalb Japans auf und gaben in China, Taiwan und Südkorea Konzerte. Daran schloss sich gleich die nächste Promo-Tour an, die Rettou Gekishin Angya Tour. Dabei wurde die Extended Play Six Ugly produziert und am 31. Juli 2002 zusammen mit der Single Child Prey veröffentlicht. Das Titellied der Single wurde in der Anime-Serie Grappler Baki als Vorspanntitel verwendet. Das Abschlusskonzert in der Yokohama Arena wurde als DVD und VHS unter dem Titel Rettou Gekishin Angya Final 2003 5 Ugly Kingdom am 21. Mai 2003 veröffentlicht. Es war zugleich ihre erste DVD-Veröffentlichung in 16:9 und DTS.
Am 22. Januar bzw. 23. April 2003 wurden die Singles Drain Away und Kasumi veröffentlicht. Kasumi ist zugleich das letzte Release von Dir en grey, bei dem einzelne Bandmitglieder als Komponisten angegeben werden. Vom 30. Juni bis 5. Juli begann ein fünftägiger Auftritt der Band im Akasaka BLITZ in Tokio. Jeder der Konzerttage (mit Ausnahme des Ersten) war dabei einem Album der Band gewidmet. Der fünfte und somit letzte Tag galt dem noch zu veröffentlichenden Album Vulgar. Das DVD-Set Blitz 5 Days des Auftritts konnte ab dem 3. März 2004 nur über den offiziellen Fanclub A Knot erworben werden.
Das Album stand ab dem 10. September 2003 in japanischen Plattenläden. Die reguläre Version ist dabei nur mit der CD bestückt, während die limitierte Version noch die zensierte Variante des Musikvideos von Obscure enthält. Die am 29. Juni 2005 folgende Musikvideo-Compilation Average Fury enthielt ebenfalls nur zensierte Versionen, die unzensierte Version des Videos wurde erst später, am 27. Juli 2005 auf der Average Psycho-DVD veröffentlicht, zusammen mit den Videos von Saku, Kodou und Mazohyst of Decadence.

### Tour
Die folgende Konzerttournee dauerte bis 2004. Nach der Over the Vulgar Shudder schloss sich die The Code Of Vulgar[ism]-Tour an. Am 6. November 2004 wurde die Live-DVD Tour 04 The Code of Vulgar[ism] veröffentlicht. Darauf sind die beiden letzten Konzerte der Tour zu sehen, beide fanden im Zepp Tokyo statt.

## Stil
Das Album stellt eine Art Stilbruch dar: Die Musik war härter geworden und enthielt Einflüsse des Nu Metal, welche sich in der EP Six Ugly schon andeuteten. Die härtesten Lieder The IIIrd Empire, Asunaki kōfuku, koenaki asu, Marmalade Chainsaw, Я to the Core, New Age Culture und Obscure sind eher dem Punk/Hardcore zuzuordnen und teilweise sehr schnell (Я to the Core) oder mit psychedelischem Geschrei (Obscure) “gewürzt”, manchmal kommt auch Verzerrungseffekte (Increase Blue) oder gutturaler Gesang zum Einsatz. Die Songs RED...[em], Kasumi, Drain Away und Fukai sind Rocklieder, mit melodischen Bögen und harten Gitarrenriffs. Neben der etwas poppig geratenen Ballade Sajou no uta sind weitere drei Balladen auf der Scheibe zu finden: audience Killer Loop, Shokubeni und Amber.
Das Lied Shokubeni, bestehend aus 蝕 (shoku, Verdunkelung/erodieren) und 紅 (beni, Rot), enthält ein Wortspiel. Das Mädchen des Liedes heißt Kagome, geschrieben mit den Kanji 籠 (kago, Käfig) und 女 (me, Mädchen). Kagome ist ebenfalls ein japanisches Kinderspiel. Dabei wird ein Kind zum „Dämon“ bestimmt, welches in der Mitte steht und seine Augen verschließt, während die Anderen händehaltend und singend in einem Kreis um den „Dämon“ tanzen. Wenn das Lied endet, muss der „Dämon“ den Namen des Kindes nennen, welches hinter ihm steht. Wird der Name richtig erraten, tauschen diese die Plätze. Der sprechende Name unterstreicht den Rollenwechsel im Liedtext:
[...] verkauft ein verträumtes Mädchen ihren kleinen Körper [...] Es beginnt [...] Kagome im Käfig, wann wird sie den Käfig verlassen? [...] Das schlängelnde grausame Böse – Es ist das Festmahl der Dämonen [...] Wer steht hinter dem träumenden Mädchen? [...] Selbst wenn sie die Stimme töten, sich im Dunkeln verstecken, wessen Rücken wird es heute Nacht sein? Auch morgen wird die Nacht in dieses Gefängnis kommen, schau wie sich die Dämonen in prachtvollen Farben verstecken. [...]
Das Lied wurde für die B-Side der Single Hageshisa to, kono mune no naka de karamitsuita shakunetsu no yami neu aufgenommen, die Videoaufnahmen davon sind gleichzeitig das Musikvideo. Das Lied wurde dort deutlich emotionaler interpretiert, ist basslastiger und enthält tiefe Growls und hohes Screaming.

## Rezeption
Laut Jame-World stelle Vulgar das bisher härteste und westlichste Album von Dir En Grey dar. Trotz des Nu-Metals würden die Fünf dabei aber immer noch unverkennbar sein. Die Band habe sich zum zweiten Male selbst neu erfunden und würde überraschenderweise das melodischste Album der Bandgeschichte abliefern. Die omnipräsente Härte diene dafür meist nur als Grundlage. Der Sound würde sich vom konventionellen Nu-Metal-Gitarrengewitter angenehm unterscheiden und genau den Zeitgeist treffen. Dieses Album stelle einen wichtigen Wegweiser für die Entwicklung der japanischen Rockmusik, insbesondere des Visual Kei, dar und sei nebenbei eine der besten Metalscheiben der letzten Jahre geworden.
Nihonreview meint, das Album würde viele Fans verschrecken, da es den Wechsel von den vorherigen, komplexen Rocksongs zu einem Hardcore-Metal-Sound markiere. Es gäbe viele brutale Schreie und Gesänge sowie heftige Gitarrentöne, was sich sehr von den vorherigen drei Alben unterschiede und was einigen Fans der ersten drei Alben möglicherweise nicht gefallen würde. Das Geschrei und die lauten Gitarren könnten aber nicht die übliche Komplexität der Lieder verstecken, welche sich in jedem Lied zeige. Obwohl es durch das Experimentieren mit einem neuen Sound einige schwächere Lieder gäbe, welche dieses Album für Dir En Grey unterdurchschnittlich machen würden, sei Vulgar doch ein sehr gutes Hard Rock Album.

## Titelliste
Die Texte sind alle von Kyo geschrieben. Seit dem Album Vulgar ist es üblich, dass die Komponisten der einzelnen Lieder nicht genannt werden.
Titelliste CD:
1. Audience Killer Loop – 3:39
2. The IIID Empire – 3:05
3. Increase Blue – 3:46
4. Shokubeni (蝕紅) – 4:20
5. Sajou no Uta (砂上の唄) – 3:14
6. RED...[em] – 5:01
7. Asunaki Kōfuku, Koenaki Asu (明日無き幸福、呼笑亡き明日) – 3:31
8. Marmalade Chainsaw – 4:13
9. Kasumi (かすみ) – 4:20
10. Я to the Core – 1:47
11. Drain Away – 4:06
12. New Age Culture – 3:19
13. Obscure – 3:59
14. Child Prey – 3:52
15. Amber – 4:48

Titelliste DVD (Limited Version):
1. Obscure (PV)

## Singles

### Child Prey
Child prey wurde am 31. Juli 2002 veröffentlicht. Es ist die erste Single von Dir en grey, welche Live-Songs enthält. Diese wurden bei der Rettou Gekishin Angya-Tour aufgenommen. Das Titellied war im Vorspann von Grappler Baki zu hören.
Titelliste CD:
1. Child Prey – 3:51  (Musik: Kaoru / Text: Kyo)
2. Kigan [Live] – 4:31  (Musik: Diru / Text: Kyo)
3. Hydra [Live] – 5:46  (Musik: Kaoru / Text: Kyo)
4. Rasetsukoku [Live] – 4:40  (Musik: Diru / Text: Kyo)

### Drain Away
Die Single Drain Away erschien am 22. Januar 2003 in Japan. Bis auf das Titellied enthält die Single nur Neuabmischungen.
Titelliste CD:
1. DRAIN AWAY – 4:05  (Musik: Die / Text: Kyo)
2. DRAIN AWAY -NEO TOKYO TRANS- – 6:37  (Remix von Kaoru)
3. 逆上堪能ケロイドミルク (plucking:Mr.NEWSMAN) -NEW JAP MIX- – 4:59  (Remix von Kaoru)
4. JESSICA -wave mix- – 5:06  (Remix von Masahide Takuma)

### Kasumi
Kasumi (かすみ) wurde am 23. April 2003 veröffentlicht. Der Liveauftritt von umbrella wurde ebenfalls während der Rettou Gekishin Angya-Tour aufgenommen und ist auch auf der 5 Ugly Kingdom-DVD zu finden. Es ist die letzte Single von Dir en grey, bei der die Komponisten der Lieder genannt werden.
Titelliste CD:
1. Kasumi (かすみ) – 4:19  (Musik: Kaoru / Text: Kyo)
2. Fukai (腐海) – 5:20  (Musik: Shinya / Text: Kyo)
3. umbrella [LIVE] – 4:15

## Mitwirkende
- Dir en grey – Produzent, Komponist
  - Kyo – Gesang, Texter
  - Kaoru – E-Gitarre
  - Die – E-Gitarre
  - Toshiya – E-Bass
  - Shinya – Schlagzeug
- Tatsuya Sakamoto (Deep) – Co-Produzent, Mixing, Aufnahmen
- Toshiaki Ishii (Studio Fine) – Aufnahmeassistent
- Toshiro Honkawa (Studio Greenbird) – Aufnahmeassistent
- Yasuji Maeda (Bernie Grundman Mastering) – mastering
- Koji Yoda – Artdirector, Art Design, Programming
- Hiroshi "Dynamite Tommy" Tomioka – executive producer
- Hitomi Suzuki (ON AIR Azabu) – Aufnahmeassistent
- Mistunori Tamanoi (Studio Fine) – Aufnahme
- Yoshinori Abe – Programming
- Hiroyuki Kondo (VISUAL TRAP) – image director
- Masaaki Matsubara (Sony Music Studio) – DVD-Authoring